# William McDonough (Architekt)

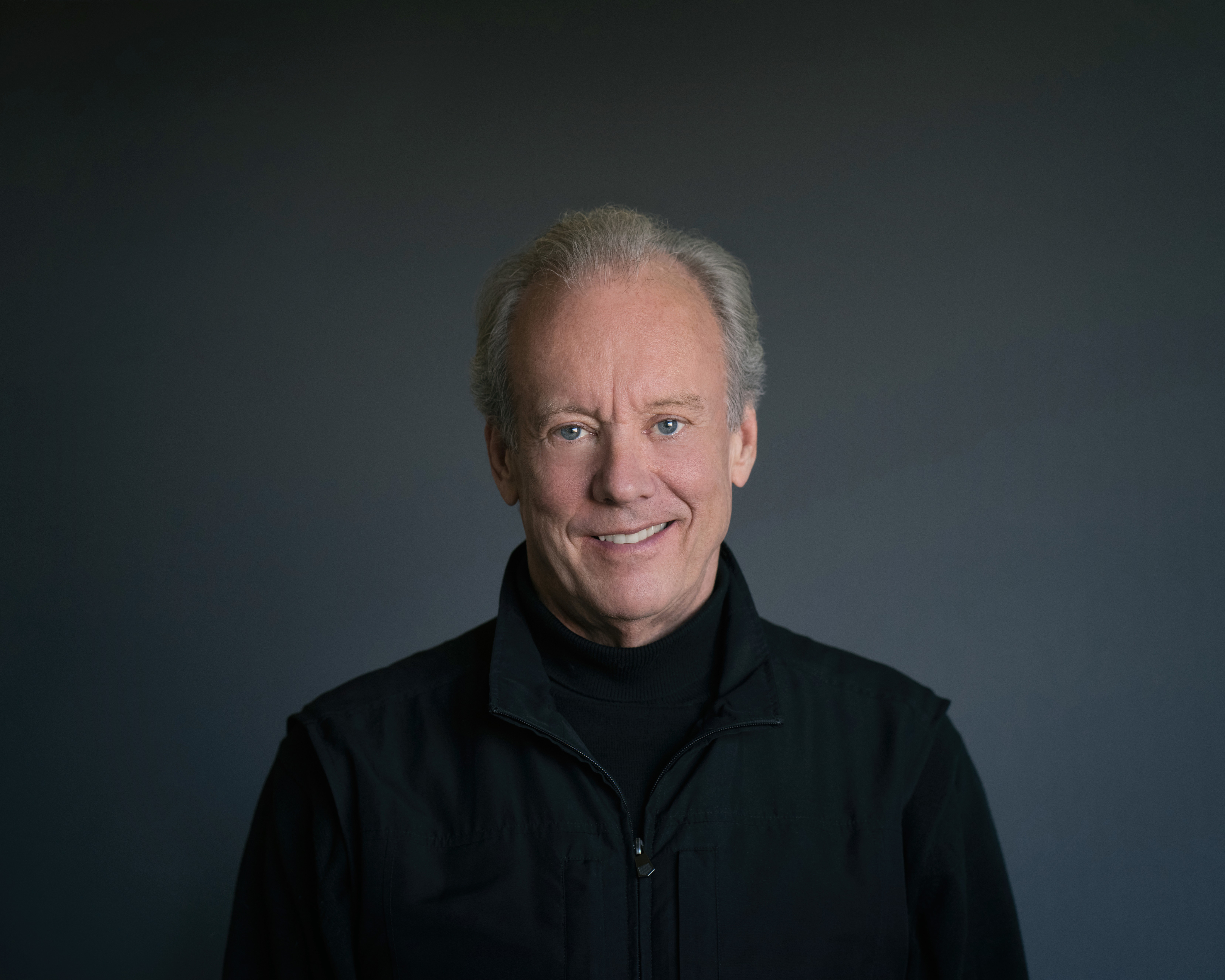
William McDonough

William Andrews McDonough (* 1951 in Tokio, Japan) ist ein US-amerikanischer Architekt, Designer und Autor, der bekannt für seinen Einsatz zur nachhaltigen Entwicklung und des Cradle-to-cradle-Konzepts ist.
McDonough ist Preisträger von drei Presidential Awards, dem Presidential Award for Sustainable Development (1996), dem National Design Award (2004) sowie dem Presidential Green Chemistry Challenge Award (2003). Zusammen mit Michael Braungart veröffentlichte er 2002 das Buch Cradle to Cradle: Remaking the Way We Make Things, in dem er ein radikales Umdenken des Herstellungsprozesses von Produkten fordert – die Umorientierung von Ökoeffizienz zu Ökoeffektivität. 1992 gaben beide Autoren die Hannover Principles heraus, die ökologischen Grundsätze für die EXPO 2000 in Hannover. Darüber hinaus gründete McDonough das Architekturbüro William McDonough + Partners, ist Leiter der Entwicklungsfirma McDonough Braungart Design Chemistry sowie u. a. als Consulting-Professor für Civil and Environmental Engineering an der Stanford University tätig und sitzt im Leadership Council der Yale University.
1999 wertete ihn das Time Magazine als „Hero for the Planet“.
2013 erschien sein zweites Buch Intelligente Verschwendung – The Upcycle: Auf dem Weg in eine neue Überflussgesellschaft, in dem er und Braungart die bisherigen Ergebnisse des Cradle-to-cradle-Konzepts evaluieren und Wege zu einer kontinuierlichen Verbesserung der Wirtschaft hin zu echter Nachhaltigkeit („Upcycling“) aufzeigen.